# Puzzle of a Downfall Child
Puzzle of a Downfall Child (bra: Puzzle of a Downfall Child; prt: Tempo de Viver) é um filme estadunidense de 1970, do gênero drama, dirigido por Jerry Schatzberg em sua estreia na direção de um longa-metragem, estrelado por Faye Dunaway, e coestrelado por Viveca Lindfors, Barry Morse e Roy Scheider. O roteiro de Carole Eastman, creditada sob o pseudônimo Adrian Joyce, foi baseado em uma história que ela coescreveu com o próprio Schatzberg.
A trama retrata a história de uma ex-modelo perturbada, anteriormente considerada a melhor, que relembra sua vida e seus hábitos associados ao álcool, drogas e sexo.

## Sinopse
Lou Andreas Sand (Faye Dunaway), uma ex-modelo bela e jovem, mora sozinha em uma casa à beira-mar, imersa em uma vida repleta de delírios e mentiras. Enquanto tenta alcançar o sucesso no mundo da moda de Nova Iorque, Lou revive seu passado e recorda como sua vida entrou em total decadência, especialmente devido ao uso persistente de drogas, um colapso mental e uma tentativa de suicídio.
Lou foi vítima de um amante abusivo e se envolveu em encontros sexuais com homens desconhecidos, dois fatores adicionais que contribuíram para seus problemas.
Seu amigo, Aaron Reinhardt (Barry Primus), planeja escrever o roteiro de um filme baseado em suas histórias, porém, os detalhes compartilhados por ela parecem duvidosos. Os motivos que a levaram a uma espiral descendente rumo à ruína, incluindo seu noivado com Mark (Roy Scheider), um publicitário, a quem ela abandonou no dia do casamento, começam a se desdobrar.

## Elenco
- Faye Dunaway como Lou Andreas Sand
- Viveca Lindfors como Pauline Galba
- Barry Morse como Dr. Galba
- Roy Scheider como Mark
- Barry Primus como Aaron Reinhardt
- Ruth Jackson como Barbara Casey
- John Heffernan como Dr. Sherman
- Sydney Walker como Psiquiatra
- Clark Burckhalter como Davy Bright
- Shirley Rich como Peggy McCavage
- Emerick Bronson como Falco
- Joe George como Homem no Bar
- John Eames como Doutor
- Harry Lee como Sr. Wong
- Jane Halleran como Joan
- Susan Willis como Vizinha
- Barbara Carrera como T. J. Brady
- Sam Schacht como George

## Produção
Em 21 de agosto de 1967, Faye Dunaway foi anunciada como a protagonista do filme, que marcou a estreia na direção de seu então namorado, Jerry Schatzberg. Na época, ele era conhecido principalmente como fotógrafo de moda, além de ter dirigido alguns comerciais. 
Ele inicialmente estava trabalhando com o roteirista francês Jacques Sigurd, que havia escrito um roteiro envolvendo uma mulher realizando um aborto, mas a colaboração chegou ao fim devido a diferenças criativas.
Em 13 de janeiro de 1968, Victor Wolfson foi anunciado como o responsável pela escrita do roteiro, mas foi substituído por Carole Eastman – creditada sob o pseudônimo Adrian Joyce – em 29 de julho daquele ano, que foi convidada por Schatzberg. O roteiro de Eastman acabou por divergir bastante da história originalmente escrita pelo roteirista francês, embora ela tenha mantido relutantemente – a pedido de Schatzberg – o título, "Puzzle of a Downfall Child", que originalmente fazia referência a tal cena de aborto, que foi retirada do roteiro. Eastman baseou a personagem principal, Lou Andreas Sand, em gravações que Schatzberg fez de sua amiga, a modelo Anne St. Marie, enquanto o personagem Aaron foi vagamente baseado no próprio Schatzberg.
Em 13 de janeiro de 1968, Dunaway concordou em fazer parte de quatro filmes para a Warner Bros.-Seven Arts, sendo um deles "Puzzle of a Downfall Child". Poucos dias depois, em 17 de janeiro, o diretor Otto Preminger tentou obter uma liminar contra Dunaway para impedi-la de atuar em outros filmes antes de concluir suas obrigações em "Skidoo" (1968). Se concedida, a liminar poderia atrasar a produção do filme, que já estava programada para começar. Em setembro de 1968, a produção do filme havia sido transferida para a Paramount Pictures, até ser adiada e transferida novamente para a Universal Pictures, cujo envolvimento foi anunciado um ano depois, em 26 de setembro de 1969.
As filmagens foram iniciadas em 27 de outubro de 1969, com locações na cidade de Nova Iorque, e foram encerradas em 16 de dezembro de 1969. Schatzberg e Dunaway, que ficaram noivos durante as gravações, terminaram seu relacionamento um ano antes do início das filmagens. Ele admitiu que trabalhar com Dunaway muitas vezes era tenso, afirmando: "Houve momentos em que eu fechei o set por causa do temperamento dela". Em uma cena ambientada em um camarim, Dunaway alterou a decoração do cenário adicionando o nome de Schatzberg em caneta vermelha a uma lista de fotógrafos que sua personagem, Lou Andreas Sand, se recusava a trabalhar. Schatzberg declarou que ele e a atriz haviam acabado de ter uma "grande briga" e que, no final, permitiu que a lista alterada permanecesse na versão final.

## Recepção
O filme obteve uma recepção mista da crítica especializada, embora o desempenho de Dunaway tenha recebido elogios consistentes.
Roger Greenspun, em sua crítica para o jornal The New York Times, declarou que "apesar de alguns lapsos e muitos excessos, [o filme] é realmente muito bom". Além de afirmar que "Puzzle of a Downfall Child valoriza seus mistérios e não tem a pretensão de resolvê-los". Sobre Faye Dunaway, ele escreveu: "Finalmente livre para atuar mais pela personalidade do que pelo estilo (o 'estilo' é francamente imposto pelo filme e nunca pretende defini-la), a Srta. Dunaway cria uma personagem com uma tentativa de lucidez tão adorável que estar com ela vale, como deveria ser, um filme inteiro".

## Prêmios e indicações
| Ano  | Cerimônia     | Categoria                       | Indicado     | Resultado | Ref.          |
| ---- | ------------- | ------------------------------- | ------------ | --------- | ------------- |
| 1971 | Globo de Ouro | Melhor atriz em filme dramático | Faye Dunaway | Indicada  | [ 13 ] [ 14 ] |

## Adaptação
Em 2017, o filme foi adaptado para uma peça teatral francesa com dois personagens por Elisabeth Bouchaud. A estreia ocorreu no Teatro La Reine Blanche, em Paris.